# Shank
Shank és una pel·lícula dramàtica britànica de 2009 protagonitzada per Wayne Virgo, Marc Laurent, Alice Payne, Tom Bott i Garry Summers. La pel·lícula va ser escrita per Darren Flaxstone i Christian Martin, dirigida per Simon Pearce i Christian Martin (sense acreditar), i produïda pel cineasta independent Robert Shulevitz i Christian Martin.
La pel·lícula va guanyar un premi del públic al Festival Internacional de Cinema Gai i Lèsbic de Barcelona 2009, així com el Talent Emergent en Cinema Queer l'any 2009 al Festival de Cinema Gai i Lèsbic de Miam.

## Trama
A Bristol, Cal (Wayne Virgo) és un membre de la banda gai ocult de 19 anys que no té res a la seva vida excepte drogues, sexe, actes de violència aleatoris i un secret que guarda. amagat dels seus companys. Manté una connexió en línia per tenir sexe amb un desconegut, Scott (Garry Summers), però en acabar agredeix algú i l'abandona al camp. Això satisfà temporalment però no aconsegueix esmorteir els seus desitjos tàcits pel seu millor company, Jonno (Tom Bott). Nessa (Alice Payne), la líder de la seva banda retorçada, maleducada i controladora de facto que alberga molt d'odi cap a tothom per haver perdut un fill als 14 anys, sospita que hi ha alguna cosa entre ells, però no pot provar-ho. Jonno, intimidat per Nessa, no pot expressar la seu pròpia afecció profundament arrelada i no corresposta per Cal. Manipulant situacions que l'apropen a confirmar les seves sospites, la Nessa es proposa dividir lleialtats i fomentar el conflicte.
Sense cap raó, un estudiant innocent, Olivier (Marc Laurent), és atacat per la banda per ordre de la Nessa, però Cal l'ajuda a fugir i es disculpa. Tement la ira de la Nessa, s'aixopluga a casa de l'Olivier i aquest el sedueix, exposant-lo a nove emocions i a una tendresa que mai abans havia experimentat. Tanmateix, Scott resulta ser un dels professors d'Olivier, i li adverteix contra Cal. Poc després és Olivier és segrestat per Nessa, qui vol venjar-se de Cal, i li envia un vídeo burlant-se d'ell i reptant-lo a que el vingui a rescatar a una fàbrica abandonada. Allí, però, la situació es descontrola i Jonno acaba violant Cal i deixant tothom traumatitzat. La Nessa i tota la banda fugen mentre Olivier crida Scott perquè els rescatin i ajudin a curar les ferides de Cal.
Quan la pel·lícula acaba, Cal envia a Scott un vídeo de l'home que és colpejat a les escenes inicials de la pel·lícula, amb el missatge "Ho sento". Aquell home resulta ser el marit de Scott (tots dos portaven anells de casament) que encara està en coma a l'hospital. Cal llença el seu telèfon, abans de pujar a un tren amb l'Olivier, tallant el seu darrer vincle amb la banda i la seva antiga vida.

## Repartiment
- Wayne Virgo - Cal
- Marc Laurent - Olivier
- Alice Payne - Nessa
- Tom Bott - Jonno
- Garry Summers - Scott
- Bernie Hodges - Will
- Christian Martin - David
- Louise Fearnside - Dayna
- Lewis Alexander - Souljah
- Oliver Park - Gang Member 1

## Estrena
Shank es va estrenar el 14 d'abril de 2009 al Regne Unit. Es va estrenar als Estats Units el maig de 2009 al Miami Gay and Lesbian Film Festival. El llançament del DVD va ser el 8 de desembre de 2009.

### Recepció crítica
El juny de 2020 la pel·lícula tenia una puntuació d'aprovació del 60% al lloc web de l'agregador de ressenyes Rotten Tomatoes, basat en cinc ressenyes amb una valoració mitjana de 5,9 sobre 10.

## Seqüela
La pel·lícula va ser seguida per la seqüela, Cal, el 2013.

## Premis
- Festival Internacional de Cinema Gai i Lèsbic de Barcelona -Guanyador del Premi del Públic 2009
- Festival de cinema gai i lèsbic de Miami - Guanyador, talent emergent al cinema queer (Simon Pearce) 2009